# 1890
Il 1890 (MDCCCXC in numeri romani) è un anno  del XIX secolo.

## Musica
- Allo Stadttheater di Eisenach, il 2 giugno, si tiene la prima di Morte e Trasfigurazione (titolo originale: Tod und Verklärung), poema sinfonico composto da Richard Strauss.

## Eventi
- Inaugurazione del Canale Vacchelli, una delle maggiori opere idrauliche del Nord Italia.
- 1º gennaio
  - Nasce la colonia italiana dell'Eritrea
  - Esce il primo numero della rivista letteraria Mercure de France di Alfred Vallette.
- Viene introdotta la festa del Primo Maggio.
- 6 maggio – A Barcellona viene fondata la congregazione delle Suore Agostiniane Missionarie.
- 17 maggio – Prima esecuzione di Cavalleria rusticana di Pietro Mascagni al teatro Costanzi di Roma. Nasce il verismo musicale italiano.
- 30 giugno – Viene approvato il codice penale Zanardelli, varato dal primo ministro ed ex garibaldino Francesco Crispi. Entrerà in vigore il 1º gennaio dell'anno successivo.[la voce dice che è stato approvato l'anno precedente]
- 2 luglio – Con la firma del presidente Harrison entra in vigore lo Sherman Antitrust Act, la prima legge antitrust del mondo.
- 11 settembre – Rivoluzione liberale nel Canton Ticino (Svizzera).
- 11 ottobre – Alla Cornell University viene fondata la società studentesca segreta Sphinx Head Society.
- 27 dicembre – Primo incontro ufficiale della squadra di rugby dei Barbarians.
- 29 dicembre – Il massacro di Wounded Knee nel Dakota del Sud chiude definitivamente la tragedia delle guerre indiane nel Nord America.[1]
- Isolato per la prima volta l'acido azotidrico da Theodor Curtius.
- Tecnologia: Almon Brown Stronger mette in commercio il primo sistema di commutazione telefonica che non richiede alcun operatore.

## Nati
Ci sono circa 1 260 voci su persone nate nel 1890; vedi la pagina Nati nel 1890 per un elenco descrittivo o la categoria Nati nel 1890 per un indice alfabetico.

## Morti
Ci sono circa 370 voci su persone morte nel 1890; vedi la pagina Morti nel 1890 per un elenco descrittivo o la categoria Morti nel 1890 per un indice alfabetico.

## Calendario
| Calendario 1890 | Calendario 1890 | Calendario 1890 | Calendario 1890 | Calendario 1890 | Calendario 1890 | Calendario 1890 | Calendario 1890 | Calendario 1890 | Calendario 1890 | Calendario 1890 | Calendario 1890 | Calendario 1890 | Calendario 1890 | Calendario 1890 | Calendario 1890 | Calendario 1890 | Calendario 1890 | Calendario 1890 | Calendario 1890 | Calendario 1890 | Calendario 1890 | Calendario 1890 | Calendario 1890 | Calendario 1890 | Calendario 1890 | Calendario 1890 | Calendario 1890 | Calendario 1890 | Calendario 1890 | Calendario 1890 | Calendario 1890 | Calendario 1890 |
| --------------- | --------------- | --------------- | --------------- | --------------- | --------------- | --------------- | --------------- | --------------- | --------------- | --------------- | --------------- | --------------- | --------------- | --------------- | --------------- | --------------- | --------------- | --------------- | --------------- | --------------- | --------------- | --------------- | --------------- | --------------- | --------------- | --------------- | --------------- | --------------- | --------------- | --------------- | --------------- | --------------- |
|                 | 1               | 2               | 3               | 4               | 5               | 6               | 7               | 8               | 9               | 10              | 11              | 12              | 13              | 14              | 15              | 16              | 17              | 18              | 19              | 20              | 21              | 22              | 23              | 24              | 25              | 26              | 27              | 28              | 29              | 30              | 31              |                 |
| Gennaio         | Me              | Gi              | Ve              | Sa              | Do              | Lu              | Ma              | Me              | Gi              | Ve              | Sa              | Do              | Lu              | Ma              | Me              | Gi              | Ve              | Sa              | Do              | Lu              | Ma              | Me              | Gi              | Ve              | Sa              | Do              | Lu              | Ma              | Me              | Gi              | Ve              |                 |
| Febbraio        | Sa              | Do              | Lu              | Ma              | Me              | Gi              | Ve              | Sa              | Do              | Lu              | Ma              | Me              | Gi              | Ve              | Sa              | Do              | Lu              | Ma              | Me              | Gi              | Ve              | Sa              | Do              | Lu              | Ma              | Me              | Gi              | Ve              |                 |                 |                 |                 |
| Marzo           | Sa              | Do              | Lu              | Ma              | Me              | Gi              | Ve              | Sa              | Do              | Lu              | Ma              | Me              | Gi              | Ve              | Sa              | Do              | Lu              | Ma              | Me              | Gi              | Ve              | Sa              | Do              | Lu              | Ma              | Me              | Gi              | Ve              | Sa              | Do              | Lu              |                 |
| Aprile          | Ma              | Me              | Gi              | Ve              | Sa              | Do              | Lu              | Ma              | Me              | Gi              | Ve              | Sa              | Do              | Lu              | Ma              | Me              | Gi              | Ve              | Sa              | Do              | Lu              | Ma              | Me              | Gi              | Ve              | Sa              | Do              | Lu              | Ma              | Me              |                 |                 |
| Maggio          | Gi              | Ve              | Sa              | Do              | Lu              | Ma              | Me              | Gi              | Ve              | Sa              | Do              | Lu              | Ma              | Me              | Gi              | Ve              | Sa              | Do              | Lu              | Ma              | Me              | Gi              | Ve              | Sa              | Do              | Lu              | Ma              | Me              | Gi              | Ve              | Sa              |                 |
| Giugno          | Do              | Lu              | Ma              | Me              | Gi              | Ve              | Sa              | Do              | Lu              | Ma              | Me              | Gi              | Ve              | Sa              | Do              | Lu              | Ma              | Me              | Gi              | Ve              | Sa              | Do              | Lu              | Ma              | Me              | Gi              | Ve              | Sa              | Do              | Lu              |                 |                 |
| Luglio          | Ma              | Me              | Gi              | Ve              | Sa              | Do              | Lu              | Ma              | Me              | Gi              | Ve              | Sa              | Do              | Lu              | Ma              | Me              | Gi              | Ve              | Sa              | Do              | Lu              | Ma              | Me              | Gi              | Ve              | Sa              | Do              | Lu              | Ma              | Me              | Gi              |                 |
| Agosto          | Ve              | Sa              | Do              | Lu              | Ma              | Me              | Gi              | Ve              | Sa              | Do              | Lu              | Ma              | Me              | Gi              | Ve              | Sa              | Do              | Lu              | Ma              | Me              | Gi              | Ve              | Sa              | Do              | Lu              | Ma              | Me              | Gi              | Ve              | Sa              | Do              |                 |
| Settembre       | Lu              | Ma              | Me              | Gi              | Ve              | Sa              | Do              | Lu              | Ma              | Me              | Gi              | Ve              | Sa              | Do              | Lu              | Ma              | Me              | Gi              | Ve              | Sa              | Do              | Lu              | Ma              | Me              | Gi              | Ve              | Sa              | Do              | Lu              | Ma              |                 |                 |
| Ottobre         | Me              | Gi              | Ve              | Sa              | Do              | Lu              | Ma              | Me              | Gi              | Ve              | Sa              | Do              | Lu              | Ma              | Me              | Gi              | Ve              | Sa              | Do              | Lu              | Ma              | Me              | Gi              | Ve              | Sa              | Do              | Lu              | Ma              | Me              | Gi              | Ve              |                 |
| Novembre        | Sa              | Do              | Lu              | Ma              | Me              | Gi              | Ve              | Sa              | Do              | Lu              | Ma              | Me              | Gi              | Ve              | Sa              | Do              | Lu              | Ma              | Me              | Gi              | Ve              | Sa              | Do              | Lu              | Ma              | Me              | Gi              | Ve              | Sa              | Do              |                 |                 |
| Dicembre        | Lu              | Ma              | Me              | Gi              | Ve              | Sa              | Do              | Lu              | Ma              | Me              | Gi              | Ve              | Sa              | Do              | Lu              | Ma              | Me              | Gi              | Ve              | Sa              | Do              | Lu              | Ma              | Me              | Gi              | Ve              | Sa              | Do              | Lu              | Ma              | Me              |                 |